# Yllenus saliens
Yllenus saliens är en spindelart som beskrevs av Pickard-Cambridge O. 1876. Yllenus saliens ingår i släktet Yllenus och familjen hoppspindlar. Inga underarter finns listade i Catalogue of Life.